# Juan Miguel López
Juan Miguel López Varga (* 7. April 1967) ist ein ehemaliger kubanischer Leichtathlet, der sich auf den Dreisprung spezialisiert hat. Seinen größten Erfolg feierte er mit dem Gewinn der Bronzemedaille bei den Hallenweltmeisterschaften 1989 in Budapest.

## Sportliche Laufbahn
Erste internationale Erfahrungen sammelte Juan Miguel López vermutlich im Jahr 1986, als er bei den Zentralamerika- und Karibikjuniorenmeisterschaften in Mexiko-Stadt mit einer Weite von 16,80 m die Goldmedaille gewann. Anschließend startete er bei den Juniorenweltmeisterschaften in Athen, wurde dort aber wegen eines Dopingverstoßes nachträglich disqualifiziert. 1988 gewann er bei den Ibero-Amerikanischen Meisterschaften in Mexiko-Stadt mit 16,98 m die Goldmedaille im Dreisprung und im Jahr darauf gewann er bei den Hallenweltmeisterschaften in Budapest mit 17,28 m die Bronzemedaille hinter dem US-Amerikaner Mike Conley Sr. und seinem Landsmann Jorge Reyna. Im Juli gewann er bei den Zentralamerika- und Karibikmeisterschaften (CAC) in San Juan mit 16,54 m die Silbermedaille hinter Landsmann Jorge Reyna. Anschließend belegte er bei der Sommer-Universiade in Duisburg mit 16,78 m den fünften Platz. 1990 gewann er bei den CAC-Spielen in Mexiko-Stadt mit 16,50 m die Silbermedaille hinter seinem Landsmann Lázaro Betancourt und 1992 gewann er bei den Ibero-Amerikanischen Meisterschaften in Sevilla mit 16,36 m die Bronzemedaille hinter Landsmann Yoelbi Quesada und Anísio Silva aus Brasilien. 1994 beendete er dann seine aktive sportliche Karriere im Alter von 27 Jahren.